# Ouahigouya

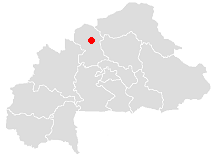
Ouahigouya

Ouahigouya (más néven Waka yuguya) Burkina Faso ötödik legnagyobb, több, mint százezer lakosú városa az ország északi részén a mali határ közelében, a történelmi Yatenga régió központja.

## Története
1757-ben alapították mint Yatenga fővárosát. Fővárosi rangja mellett központi sóraktárként is funkcionált. Nevének jelentése  moszi nyelven "gyertek, boruljatok le!" vagy "gyertek, köszönjetek!". A XIX: században többször elpusztult, végül 1896-ban a franciák építették újjá.
Az 1985-ös agacseri háborúban súlyos károkat szenvedett a város.

## Látnivalók
A város egyik fő látnivalója Yatenga királyának, Naba Kangonak a sírja. A jelenlegi uralkodó a közeli Yatenga Naba "palotában" él. A többi uralkodó sírja a közeli Somniaga faluban található.
A városban 37 mecset található.

## Külső hivatkozások
Ahajni útibeszámolója